# Dix Injonctions
Les Dix Injonctions (hangeul : 훈요십조 ; hanja : 訓要十條) sont une section du testament du roi coréen Wang Geon, fondateur du régime Koryo. Il met en avant plusieurs orientations que ses successeurs devraient s'attacher à suivre. Il place le bouddhisme comme base spirituelle pour le pays, pose la Chine comme un modèle politique à suivre (tout en conservant les éléments distinctifs de l'identité coréenne), et au contraire classe les tribus nomades au nord du pays comme un contre-modèle. Il met aussi contre le fait de nommer des personnes issues de l'ancien royaume de Baekje à des postes à responsabilité,.